# Nova Lipa
Nôva Lípa je naselje v Občini Črnomelj.

## Geografija
Povprečna nadmorska višina naselja je 191 m.
Pomembnejša bližnja naselja so: Stara Lipa (1 km), Vinica (5,5 km) in Črnomelj (14 km).
V vasi se nahaja cerkev sv. Duha.